# Vuhledar
Vuhledar (ukrajinsky Вугледар; rusky Угледар – Ugledar) je město v Doněcké oblasti na Ukrajině. Leží v Donbasu a nachází se v jihozápadní části oblasti ve vzdálenosti 60 kilometrů na jihozápad od Doněcka.

## Historie

### Sovětské období
Vuhledar byl založen v roce 1964 v souvislosti s počátkem rozvoje uhelné oblasti jižního Donbasu. V roce 1964 se stal sídlem městského typu. Vuhledar se měl stát velkým průmyslovým městem s počtem obyvatel do 100 000 lidí a více než 10 velkými uhelnými doly. Ale v 70. letech 20. století byl rozvoj uhelných ložisek v jižním Donbasu považován za méně perspektivní než rozvoj v Kuzbasu a proto k plánovanému rozvoji Vuhledaru nakonec nedošlo.
Obec se od svého založení v roce 1964 až do roku 1974 jmenovala Južnyj, následně došlo k přejmenování na současný název.
V roce 1989 Vuhledar získal městská práva.

### Ruská invaze na Ukrajinu
Na začátku roku 2023 zaútočili Rusové na Vuhledar s nebývalou silou. V únoru téhož roku oznámil místostarosta města, že Vuhledar byl zničen, jelikož prakticky všechny stavby ve městě byly v bojích poškozeny. Podle ukrajinských informací v únoru 2023 proběhla u Vuhledaru největší tanková bitva během ruské invaze na Ukrajinu, kdy Rusové ztratili 130 obrněných vozidel. Za masakry a obří ruské ztráty nesl zodpovědnost generálporučík 20. armády Suchrab Achmedov, který si tím vysloužil nechvalně proslulou přezdívku „řezník z Vuhledaru“. V květnu 2024 však byl ze své pozice odvolán během rozsáhlých armádních čistek, které prováděl Putinův nový ministr obrany Andrej Bělousov.
Dne 1. října 2024 zničené město dobyly podle vyjádření Ruské federace ruské jednotky, což o den později potvrdila i ukrajinská strana.

## Populace
V roce 2001 žilo ve Vuhledaru 17 440 obyvatel. V roce 2021 jich bylo dle odhadů 14 432. V důsledku rusko-ukrajinské války se v únoru 2023 oficiálně zdržovalo ve městě méně než pět set lidí, z toho jedno dítě.